# 353 Ruperto-Carola
353 Ruperto-Carola eller 1893 F är en asteroid i huvudbältet, som upptäcktes den 16 januari 1893 av den tyske astronomen Max Wolf. Den har fått sitt namn efter Ruperto Carola Heidelbergensis vilket är Ruprecht-Karls-Universität Heidelberg latinska namn.
Asteroiden har en diameter på ungefär 14 kilometer.